# Pallacanestro Aurora Desio 1989-1990
La Pallacanestro Aurora Desio prese parte alla stagione 1989-1990 della serie A/1 di pallacanestro maschile, piazzandosi all'ultimo posto con zero punti.

## Rosa
| Irge Desio 1989-90 | Irge Desio 1989-90 |
| Giocatori          | Staff tecnico      |
| ------------------ | ------------------ |

| – | Stati Uniti (bandiera) | G  | Mike McGee           | 1959 |  |  |  |
| – | Italia (bandiera)      | A  | Marco Ban            | 1960 |  |  |  |
| – | Italia (bandiera)      |    | Giuseppe Motta       | 1961 |  |  |  |
| – | Stati Uniti (bandiera) | AG | Ray Tolbert          | 1958 |  |  |  |
| – | Italia (bandiera)      |    | Massimo Codevilla    | 1962 |  |  |  |
| – | Italia (bandiera)      | G  | Federico Casarin     | 1966 |  |  |  |
| – | Italia (bandiera)      | PG | Antonio Francescatto | 1957 |  |  |  |
| – | Stati Uniti (bandiera) | AG | Michael Gibson       | 1960 |  |  |  |
| – | Stati Uniti (bandiera) | AG | Ken Johnson          | 1962 |  |  |  |
| – | Italia (bandiera)      | AC | Alberto Brembilla    | 1973 |  |  |  |
| – | Italia (bandiera)      | AC | Stefano Bechini      | 1959 |  |  |  |
| – | Italia (bandiera)      | GA | Fabio Spagnoli       | 1970 |  |  |  |
| – | Italia (bandiera)      | C  | Lorenzo Alberti      | 1970 |  |  |  |
| – | Italia (bandiera)      | A  | Alberto Vettorelli   | 1970 |  |  |  |
| – | Italia (bandiera)      | G  | Cristian Mayer       | 1972 |  |  |  |
| – | Italia (bandiera)      |    | Marcello Sala        | 1970 |  |  |  |
| – | Italia (bandiera)      | A  | Lorenzo Bortolani    | 1971 |  |  |  |
| – | Italia (bandiera)      |    | Cristian Sari        | 1973 |  |  |  |
| – | Italia (bandiera)      |    | Giancarlo Giordano   | 1971 |  |  |  |

| Allenatore                                                                            |
| - Claudio Bardini (fino al 13 dicembre 1989) - Stefano Bizzozi (dal 14 dicembre 1989) |
| Assistente/i                                                                          |
| - Nessuno Legenda - (C) Capitano - (IN) Inattivo - Infortunato                        |

## Andamento della stagione
Ai nastri di partenza della stagione 1989-1990 del campionato di serie A1 l'Irge Desio era una neopromossa dalla serie A2. L'anno precedente la squadra di Desio era arrivata seconda nel campionato di A2 alle spalle della Viola Reggio Calabria. Disputò i playoff scudetto, incontrando agli ottavi di finale l'Olimpia Milano uscendone a testa alta.
Rivoluzionata nell'estate del 1989, l'Aurora Basket Desio partiva con il solo obiettivo della salvezza. L'avvio non fu facile, dato che Desio, nelle prime quattro giornate, dovette affrontare squadre di vertice, cioè Varese, Virtus Bologna, Libertas Livorno e Pesaro. Il match contro la Libertas Livorno fu persa per 91-96 dopo un tempo supplementare. Alla quinta giornata arrivò una netta sconfitta contro la Benetton Treviso, all'epoca squadra di medio rango. Successivamente arrivarono anche le sconfitte, di misura, contro Firenze e Montecatini le altre due squadre che ambivano solamente alla salvezza. Col passare delle settimane l'Irge Desio rimaneva in solitudine a fondo classifica a zero punti, subendo sconfitte di trenta punti di margine. La retrocessione matematica avvenne il 27 febbraio 1990 dopo la partita persa contro Reggio Emilia. Il 14 aprile 1990 la squadra desiana giocò la sua ultima partita nella massima serie cestistica contro l'Arimo Fortitudo Bologna.

## Risultati

### Girone d'andata
| Varese 24 settembre 1989 1ª giornata | Pall. Varese | 105 – 80 (48-42) referto | Aurora Desio | Enerxenia Arena |

| 1 ottobre 1989 2ª giornata | Aurora Desio | 76 – 80 (37-41) referto | Virtus Bologna |  |

| 7 ottobre 1989 3ª giornata | Aurora Desio | 91 – 96 (d.t.s.) (44-51) | Libertas Livorno 1947 |  |

| Pesaro 11 ottobre 1989 4ª giornata | V.L. Pesaro | 110 – 79 (58-30) referto | Aurora Desio | Vitrifrigo Arena |

| Villorba 15 ottobre 1989 5ª giornata | Pall. Treviso | 113 – 73 (54-29) referto | Aurora Desio | PalaVerde |

| 29 ottobre 1989 6ª giornata | Aurora Desio | 95 – 97 (47-57) referto | S.C. Montecatini |  |

| 5 novembre 1989 7ª giornata | Aurora Desio | 82 – 116 (32-57) referto | Juvecaserta |  |

| Reggio Emilia 8 novembre 1989 8ª giornata | Pall. Reggiana | 92 – 84 (46-42) referto | Aurora Desio | PalaBigi |

| 12 novembre 1989 9ª giornata | Aurora Desio | 95 – 103 (43-58) referto | Pall. Cantù |  |

| 19 novembre 1989 10ª giornata | Pall. Firenze | 127 – 124 (d.t.s.) (50-47) referto | Aurora Desio |  |

| 3 dicembre 1989 11ª giornata | Aurora Desio | 85 – 105 (47-53) referto | Virtus Roma |  |

| Milano 10 dicembre 1989 12ª giornata | Olimpia Milano | 119 – 94 (63-54) referto | Aurora Desio | PalaSharp |

| 17 dicembre 1989 13ª giornata | Aurora Desio | 82 – 84 (43-48) referto | Viola R. Calabria |  |

| Napoli 23 dicembre 1989 14ª giornata | Napoli Basket | 93 – 81 (45-42) referto | Aurora Desio | PalaVesuvio |

| 30 dicembre 1989 15ª giornata | Aurora Desio | 77 – 100 (43-50) referto | Fortitudo Bologna |  |

### Girone di ritorno
| 7 gennaio 1990 1ª giornata | Aurora Desio | 101 – 120 (45-62) referto | Pall. Varese |  |

| Casalecchio di Reno 14 gennaio 1990 2ª giornata | Virtus Bologna | 122 – 91 (70-37) referto | Aurora Desio | Unipol Arena |

| 21 gennaio 1990 3ª giornata | Libertas Livorno 1947 | 132 – 95 (62-48) referto | Aurora Desio |  |

| 27 gennaio 1990 4ª giornata | Aurora Desio | 104 – 131 (45-77) referto | V.L. Pesaro |  |

| 4 febbraio 1990 5ª giornata | Aurora Desio | 75 – 118 (30-59) referto | Pall. Treviso |  |

| 11 febbraio 1990 6ª giornata | S.C. Montecatini | 103 – 99 (50-42) referto | Aurora Desio |  |

| 18 febbraio 1990 7ª giornata | Juvecaserta | 108 – 76 (56-39) referto | Aurora Desio |  |

| 28 febbraio 1990 8ª giornata | Aurora Desio | 96 – 122 (56-64) referto | Pall. Reggiana |  |

| Cucciago 4 marzo 1990 9ª giornata | Pall. Cantù | 94 – 89 (47-53) referto | Aurora Desio | Mapooro Arena |

| 11 marzo 1990 10ª giornata | Aurora Desio | 93 – 102 (37-54) referto | Pall. Firenze |  |

| Roma 18 marzo 1990 11ª giornata | Virtus Roma | 123 – 81 (70-44) referto | Aurora Desio | Palazzo dello Sport |

| 25 marzo 1990 12ª giornata | Aurora Desio | 95 – 136 (53-61) referto | Olimpia Milano |  |

| Reggio Calabria 1 aprile 1990 13ª giornata | Viola R. Calabria | 102 – 79 (47-38) referto | Aurora Desio | PalaCalafiore |

| 8 aprile 1990 14ª giornata | Aurora Desio | 89 – 112 (46-59) referto | Napoli Basket |  |

| Bologna 14 aprile 1990 15ª giornata | Fortitudo Bologna | 126 – 95 (67-45) referto | Aurora Desio | PalaDozza |